# Henry Plummer

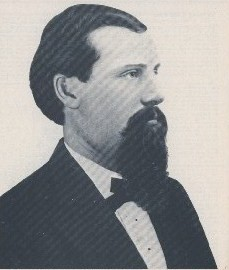
Henry Plummer

Henry Plummer (ur. 1832, zm. 1864), szeryf w mieście Bannack na Terytorium Idaho w okresie od 24 maja 1863 do 10 stycznia 1864, kiedy to został powieszony bez sądu przez Straż Obywatelską. Niektórzy historycy są zdania, że był przywódcą gangu terrorystycznego odpowiedzialnego za blisko sto zabójstw; został powieszony wraz ze swymi dwoma zastępcami, jako jeden z 22 podejrzanych.

## Młodość
William Henry Handy Plumer był najmłodszym z sześciorga dzieci rodziny, która osiadła w Addison w stanie Maine w roku 1764, a więc w czasie, gdy Maine było jeszcze częścią kolonii "Massachusetts Bay". Ojciec zmarł, gdy Henry był nastolatkiem. W roku 1852, w wieku lat 19, udał się w poszukiwaniu złota do Kalifornii (zmienił pisownię nazwiska gdy wyruszył na zachód). Powiodło mu się: w ciągu dwóch lat został właścicielem kopalni, farmy i piekarni w Nevada City. W 1856 został wybrany szeryfem i zarządcą miasta, po czym zaproponowano mu by ubiegał się o miejsce w legislaturze stanowej z ramienia Partii Demokratycznej. Jednak w trakcie kampanii wyborczej w szeregach partii nastąpił rozłam, z którego to powodu przegrał.

## Kłopoty
26 września 1857 roku Plummer zastrzelił mieszkańca Nevada City o nazwisku John Vedder; miał rzekomo romans z żoną Veddera. Został oskarżony i skazany na 10 lat więzienia w San Quentin, jednakże już w sierpniu 1859, po serii listów jego popleczników do gubernatora, w których wychwalano jego nieskazitelny charakter i poświęcenie służbie publicznej, został zwolniony. W uzasadnieniu ułaskawienia gubernator napisał, że Plummer był chory na gruźlicę. Następnie, w roku 1861, Plummer próbował aresztować niejakiego Williama Rileya, uciekiniera z San Quentin; w trakcie akcji Riley został zabity. Plummer oddał się w ręce policji, która uznała, że postąpił zgodnie z prawem, ale w obawie, że jego poprzedni wyrok może nieprzychylnie wpłynąć na ławę przysięgłych, zaleciła mu przeniesienie się do innego stanu.
Plummer wyjechał na północ, do dzisiejszego stanu Waszyngton, gdzie właśnie znaleziono złoto. Tam wkrótce znów wdał się w awanturę, która skończyła się strzelaniną i śmiercią przeciwnika. Plummer uznał w tej sytuacji, że musi zniknąć, a jedynym miejscem bezpiecznym wydał mu się rodzinny stan Maine. Jego strzeleckie umiejętności pozwalały mu przeżyć w niespokojnych miasteczkach ogarniętego gorączką złota zachodu, ale jednocześnie przeszkadzały w osiągnięciu życiowej i finansowej stabilizacji.
W czasie drogi na wschód, gdy oczekiwał na parowiec do Fort Benton nad Missouri, Plummer spotkał Jamesa Vaila, który szukał ochotników do ochrony przed możliwym atakiem Indian stacji misyjnej w Sun River (Montana). W związku z tym, że rzeka zamarzła i na statek trzeba było czekać do wiosny, Plummer zgodził się i wraz z Jackiem Clevelandem, handlarzem koni, którego poznał w Kalifornii, ruszył znów na zachód. Po przybyciu na miejsce zarówno Plummer jak i Cleveland zadurzyli się w atrakcyjnej szwagierce Vaila, Elekcie Bryan; Plummer poprosił ją o rękę i został przyjęty. Jako że w pobliskim Bannack właśnie odkryto złoto, Plummer postanowił udać się tam, by zdobyć środki do życia dla obojga. Zazdrosny Cleveland ruszył jego tropem.

## W Bannack
W styczniu 1863 Cleveland dopadł Plummera i zmusił do pojedynku, w wyniku którego zginął. Szczęśliwie dla Plummera stało się to w pełnym ludzi saloonie i nie było wątpliwości, że zabójstwo nastąpiło w obronie własnej. Plummer cieszył się popularnością wśród mieszkańców, którzy w maju wybrali go szeryfem Bannack. Jednakże na początku zimy dwukrotnie obrabowana została stacja pocztowa, doszło do próby napadu na karawanę z zaopatrzeniem, a na koniec został zamordowany lubiany w miasteczku młody człowiek. Pod koniec grudnia, gdy Plummer był poza miastem eskortując transport złota, grupa ludzi z pobliskiego Virginia City postanowiła wziąć sprawy w swoje ręce i zawiązała "Straż Obywatelską" (ang. Vigilance Committee). W ciągu niecałego miesiąca milicjanci powiesili bez sądu 21 ludzi, jakoby członków bandy rabusiów, w tym także (10 stycznia 1864) Henry'ego Plummera. Ostatni – dwudziesty drugi – powieszony miał na sumieniu tyle tylko, że wyrażał wątpliwości co do winy niektórych poprzedników.

## Nierozwiązana zagadka
W XIX wieku członkowie "Straży Obywatelskiej" przedstawiani byli w historii Montany jako bohaterowie. Jednak z początkiem XX wieku obraz ten uległ zdecydowanej zmianie. Zaczęły ukazywać się opracowania przedstawiające Plummera jako niewinną ofiarę. W ostatnich latach wielu historyków przeprowadziło drobiazgowe badania i zrewidowało dotychczasową wersję dziejów Plummera, stworzoną – jak się okazało – przez masonów. Dowiedziono, że masoneria odegrała kluczową rolę w zamordowaniu Hernry'ego Plummera oraz że lincze miały podłoże polityczne, zaś Henry Plummer nie był członkiem bandy, bowiem takowa w ogóle nie istniała. Bandyci, napadający na dyliżanse i transporty złota, występowali w maskach, co nasuwa podejrzenie, że byli nimi sami milicjanci ze "Straży Obywatelskiej". O niewinności Plummera świadczy również i to, że po jego śmierci ilość napadów w okolicach Bannack znacznie wzrosła.
W maju 1993 r. przeprowadzono proces pośmiertny, który miał oczyścić Plummera, ale sędziowie nie byli zgodni i nie wydali żadnego werdyktu. W latach późniejszych znaleziono więcej dowodów niewinności Plummera i okrucieństwa katów. Został powieszony bez zapadni, z którego to powodu umierał długo i w męczarniach.
Za historykami poszli literaci: James Gaitis ("A Stout Cord and a Good Drop", Globe Pequot Press, 2006, ISBN 0-7627-4314-X) i Frederick Allen ("A Decent, Orderly Lynching: The Montana Vigilantes", University of Oklahoma Press, 2004, ISBN 0-8061-3637-5).

## Legendy
Wokół postaci Plummera narosło wiele legend. Milicjanci, którzy uczestniczyli w kaźni, stworzyli trzy: że przed śmiercią szeryf prosił o widzenie z żoną (czego mu odmówiono), że prosił o "good drop"', czyli o szarpnięcie przy powieszeniu, co spowodowałoby natychmiastową śmierć (tej łaski również nie dostąpił), a także, że powiedział: "Dajcie mi dwie godziny i konia, a dam wam tyle złota ile sam ważę". Ta ostatnia historia wywołała kolejną "gorączkę złota" w Bannack i okolicach. Zwolennicy wersji o bandzie Plummera zaczęli przeszukiwać okoliczne wzgórza w nadziei znalezienia skarbu. Według tej legendy w początkach XX wieku do Bannack przybyło dwóch nieznanych mężczyzn, którzy mieli ze sobą podłużną, ciężką skrzynię, którą chcieli zdeponować na noc w sejfie. Jedyny w Bannack sejf znajdował się w nieczynnym banku, więc mężczyźni na zmianę pilnowali skrzyni z bronią w ręku, a rankiem zniknęli. To ponownie rozpaliło umysły i poszukiwania trwały nadal. W roku 1954 Bannack i okolice zostały uznane za własność stanu i wszelkie poszukiwania na tym terenie są zakazane.